# 克鲁姆维施
克鲁姆维施是德国石勒苏益格－荷尔斯泰因州的一个市镇。总面积13.91平方公里，总人口696人，其中男性375人，女性321人（2011年12月31日），人口密度50人/平方公里。